# Богдан Е231
Богдан Е231 – 14.6–метровий низькопідлоговий міський тролейбус, перший з низькопідлогових тривісних підвищеної місткості в Україні, що випускався з 2007 по 2008 роки корпорацією «Богдан», спершу у Черкасах, пізніше на Луцькому автомобільному заводі.

## Історія
Богдан Е231 стали найпершими 14–метровими тролейбусами, побудованими в Україні, тролейбус став проектуватися ще з 2006 року. Збирати їх ще почали в березні 2007 року, перші два кузови тролейбусів були зроблені в Черкасах, однак електрообладнання до них вже ставилося на Луцькому автомобільному заводі. Тролейбус Е231 використовує кузов (та і багато інших комплектуючих) 14.6-метрового тривісного автобуса особливо великої місткості – Богдан А231 (збирається у Черкасах, їх випущено більше 10 штук). Перші три тролейбуси на початку осені 2007 року почали проходити пробну експлуатацію в Києві, де їх і залишено. Вони не були ідеальними та у них було виявлено ряд недоліків (хоча і переваг ці тролейбуси мають теж багато). До лютого 2008 року їх випущено ще 5, вони були зібрані на ЛуАЗі, і залишено у Луцьку, де вони працюють дотепер. Модель нині знято з виробництва, Луцький автомобільний завод перейшов до випуску іншої лінійки тролейбусів, починаючи з 2 презентаційних Богдан Т501.11, закінчуючи новим 15-метровим Богдан Т801.10, у якому було вирішено переважну більшість проблем даного тролейбуса.
Усього Е231 випущено 8 штук, 5 працюють у Луцьку і 3 у Києві, де один вже встиг зламатися: у нього щось сталося з карданним валом, можливо, скоро буде відремонтованим. Новий тролейбус зараз коштує 1 мільйон 60 тисяч гривень.. Через довжину машин та їхнє зелене заводське пофарбування, пасажири їх прозвали «крокодилами». Київські «крокодили» не є одинокими у Києві: у місті також працюють 8 їхніх братів-автобусів, Богдан А231.

## Опис моделі
Тролейбус Богдан Е231 став найпершим тролейбусом таких розмірів, який випускався коли-небудь в Україні. Хоча, дані тролейбуси вже не випускаються, Луцький автомобільний завод виготовив прототип нового тролейбуса Богдан Т801.10 у 2009 році, даний тролейбус є 15-метровим (рівно 15 метрів), і проходив пробну експлуатацію у Києві. Тролейбус Богдан Е231 по більшій частині комплектуючих є уніфікованим зі своїм автобусним аналогом А231, наприклад, по кузову, низьковольтному електрообладнанню і шасі. Сам по собі, Е231 є досить крупним, навіть нехарактерно крупним як для українських тролейбусів: довжина тролейбуса становить 14.56 метра (на 44 сантиметри менше, ніж Т801.10), однак від таких габаритів тролейбус не стає менш вертким або незручним. При побудуванні кузова тролейбуса був використаний кузов А231. Обшивка і каркас кузова виготовлені з корозієстійкої оцинкованої сталі, передок і задок тролейбуса облицьовані склопластиком; кузов має повне антикорозійне покриття та виготовлений з тривких матеріалів, та має ресурс роботи кузова не менше аніж 15 років. Сам кузов одноланковий, вагонного компонування основа кузова — тримальний кузов (тобто, вже є кузов, який виготовляє функцію рами, на який кріпляться усі елементи та агрегати), що стосується рами, то рама усе ж наявна, однак вона є інтегрованою з кузовом. Заводське пофарбування тролейбусів наступне: низ передка і боковин, бампери і «маски» фар зелені, верхня частина передка, боковин і задка світлозелена, дах також зелений, відповідно салатовим є і контейнер з електрообладнанням. Завдяки своєму цілком зеленому фарбуванню (більш або менш зелений), тролейбус і прозвали «крокодилом».
Передок тролейбуса є повністю уніфікований зі своїм автобусним аналогом, тільки з одною різницею: київські Богдани А231 мають червоне пофарбування кузова, а тролейбуси зелене, а різниці між елементами у тролейбуса і автобуса немає. Слід зазначити, що нова лінійка Богданів (Т601.11, Т801.10) не має нічого спільного з Е231 (вони побудовані на базі Богдан А601, а Т801 побудований на базі Т601), тому вони сильно відрізняються. Лобове скло тролейбуса не таке високе, як у Богдан Т601-11, однак є суцільним та панорамним, та дає можливість максимального контролю за ситуацією за дорозі. Лобове скло тролейбуса гнуте, загнуте з боків та є безколірним (тонувати лобове скло забороняється). На даному тролейбусі (як і на автобусі А231) примінено безосколкове лобове скло-триплекс, безумлакове, або безосколкове лобове скло це багатошарове скло, яке з двох боків обклеєне шаром пластику, який здатен утримувати уламки: при сильному ударі, розбиті уламки скла залишаються у масі та не розлітаються, завдяки тому, що пластик їх утримує, таким чином вони залишаються у масі до заміни пошкодженого склопакету, не утворюється ріжучих уламків, які не можуть нікого травмувати. Завдяки своїм властивостям, безуламкове скло прозване травмобезпечним, або, ще простіше — «безпечним», використання його є великою перевагою, оскільки захистити від травм воно може навіть при сильному лобовому ударі. Склоочисники тролейбуса, як і у інших тролейбусів «Богдан» горизонтального типу та мають величезні полотно-насадки, таким чином відтираючи максимально можливу частину скла від опадів, склоочисники тролейбуса, як і у Богдан А231 є тришвидкісними. Передок тролейбуса має своє заводське пофарбування: бампер та низ передка темнозелений, а верхня частина світлозелена, дах повністю зелений. Світлотехніка на передку представлена 12 вогнями (з них 2 передні габаритні вогні і два вказівники поворотів); з кожного боку розміщується по дві звичайних фари, по одній протитуманній та дальнього світла. Усі фари крім протитуманних поставлені у «маску» салатового кольору, звичайні фари мають округлу форму, великого розміру, вони мають високу потужність та лінзове остеклення, за рахунок чого значно збільшено їхню далекоглядність. Фари дальнього світла малого розміру, однак мають високу потужність та лінзи. Протитуманні фари вмонтовано у бампер тролейбуса, вони також малого розміру і мають лінзове остеклення. Бампер тролейбуса, за стандартним фарбуванням, є зеленого кольору, у нього кріпляться протитуманні фари, бампер є чітко окресленим; з бампером тролейбуса є один цікавий факт: передній і задній бампер тролейбуса кудись зникали, коли тролейбуси Богдан Е231 перебували на пробній експлуатації та випробовувалися, бампери також були відсутні і на Богдан Т801.10, коли він проходив випробування у Києві. Буксувальні кронштейни розміщені під бампером, вони потрібні для буксування транспортного засобу буксиром (тролейбуси такого розміру зазвичай буксуються вантажівками) на жорсткому або гнучкому зчепленні (жорстке — коли не працюють гальма у транспортованої машини, довжина тросу зазвичай не більше 3 метрів, гнучке — застосовується, коли гальма працюють, довжина тросу може бути і до 5 метрів). Над лобовим склом тролейбуса розміщений передній рейсовказівник, однак, у Богдан А231 він не є електронним, як у нової лінійки «Богданів», а є звичайною табличкою-маршрутовказівником, рейсовказівники також можуть розміщуватися у кабіні водія і у салоні по боках. Бокові дзеркала заднього виду тролейбуса сферичного типу, звішуються над кабіною у стилі «вуха кролика», також дзеркала заднього виду оснащені електропідігрівом для унеможливлення їх запотівання та обмерзання, і антибліковим покриттям, що є досить актуальним у сонячні дні.
Задня панель тролейбуса (задок) також має своє характерне пофарбування: задній бампер зелений, кришка моторного відсіку і уся задня панель світлозелені (дах зелений). Задній бампер тролейбуса зеленого кольору і чіткоокреслений, він також кудись зникав під час випробувань. Моторний відсік тролейбуса знаходиться на його задньому звісі, а оскільки тролейбус низькопідлоговий, моторний відсік «вилізає» до салону, саме тому заднє віконце зменшилося у розмірах удвічі (порівняно з іншими «Богданами»). Тролейбус Богдан Е231 укомплектований двигуном московського виробництва «Динамо» ДК-211БМ, потужністю 175 кіловат. Як і інші тролейбуси Богдан, даний тролейбус укомплектований найновішою IGBT-транзисторною системою керування чеського виробництва Cegelec a.s. Praha. Завдяки застосуванню IGBT-транзисторної системи керування, енергоспоживання тролейбуса зменшено на 30—40 відсотків, у тролейбуса наявна рекуперація під час гальмування (перетворення енергії у електричний енергії назад у контактну мережу, у вигляді електричного струму, звичайно). За низьковольтним обладнанням, тролейбус уніфікований зі своїм автобусним аналогом. Система штанговловлювання на даному тролейбусі, як і на інших Богданах, механічна. На тролейбусі застосовано якісні іноземні комплектуючі, хоча є і ряд вад, наприклад, слабким місцем у тролейбуса є триланковий карданний вал, через який один з тролейбусів вже встиг зламатися. Нехарактерно, як для українських тролейбусів є те, що тролейбус є тривісним, шини використовує ті ж самі, що і на А231, а мости тролейбуса угорського виробництва «Raba», ведучий міст центральний. Передня підвіска незалежна, задня залежна пневматична з регуляторами рівня підлоги, оскільки Богдан Е231 має систему пониження рівня кузова «кнілінг». Гальмівна система тролейбуса:
- робоче гальмо (гальмо, яке приводиться у дію водієм натиском на педаль гальма, сповільнення регулюється і від сили натиску на педаль) — пневматична або електродинамічна, двохконтурна система (розбиття на гальмівні контури по осі).
- допоміжна гальмівна система — система електродинамічного (реостатного) гальмування тяговим електродвигуном.
- стоянкова гальмівна система (це система для нерухомого утримання транспортного засобу під час зупинок, особливо актуальна на ухилах, зазвичай це ручний важіль) — представлена ручним важелем, що діє на гальмівні механізми ведучого (заднього) моста.
- резервна гальмівна система (допоміжна система у разі виходу з ладу робочого гальма, що і так вкрай небажано) — представлена одним з контурів робочої гальмівної системи.
- ABS — також у тролейбуса наявна антиблокувальна система ABS (Anti-lock Braking System).

Також тролейбус оснащений системою блокування руху з незачиненими або відкритими дверима (система «повітряний ключ»). У даного тролейбуса також наявна вада, характерна для тролейбусів «Богдан»: при гальмуванні виникає високочастотний звук, схожий на писк; такий «писк» також наявний у Богдан Т601-11, ЛАЗ Е183 та ЛАЗ Е301, цей писк спричинений низькоякісними гальмівними резисторами. До салону тролейбуса ведуть три двері, однак усього у тролейбуса 4 двері: передні і задні двері односворчасті, а передні одностулкові двері зроблені для водія, тобто, виходу у передній частині салону немає, що є недоліком, однак це компенсовано двома двостворчастими дверима що обидва є «середніми», задні двері одностворчасті. Усі двері планетарного (поворотно-зсувного типу), двері оснащені системою протизащемлення пасажирів, двері, при закритті наткнувшись на пасажирів, не затискають його, а відходять на попередню позицію, це досить актуально у годину-пік. Також наявна система «повітряного ключа», що блокує рух тролейбуса з відкритими або наполовину зачиненими дверима. Тролейбус Богдан Е231 є низькопідлоговим, висота підлоги салону становить 36 сантиметрів, і у машини наявна система пониження рівня підлоги на декілька сантиметрів; завдяки низькому рівню підлоги у салоні тролейбуса пришвидшується пасажирообіг пасажирів і тролейбус є зручним для усіх пасажирів, у тому числі для маломобільних людей.
Салон тролейбуса є достатньо зручним і сучасним, однак оцінка з боку пасажирів є неоднозначною. Підлога салону застелена цільнотягнутим листом лінолеуму чорного кольору, при чому неслизького, завдяки якому взуття не буде ковзати на неслизькому покритті підлоги тролейбуса; стеля салону обшита листом фанери, фанерою також обшиваються боковини салону, «шафка» моторного відсіку. Поручні тролейбуса, що зроблені зі сталевої труби тонкого типу, у різних Богданів Е231 вони бувають або чорного, або яскраво-жовтого (характерного для поручнів тролейбусів Богдан), поручні покриті полімерною фарбою, однак, як правило, не дуже якісною, яка має властивість облізати вже через кілька років після нанесення (сильно облітала фарба у міських «маршруток», наприклад Богдан А092). Вертикальні поручні встановлені майже біля кожного ряду сидінь, біля дверей та накопичувальному майданчику, деякі з поручнів можуть бути гнутими. Горизонтальні поручні встановлені по усій довжині салону, причому різні «трубки» на різній висоті, таким чином, горизонтальні поручні на різній висоті є зручними для пасажирів високого і середнього зросту, однак, дані поручні не оснащені підвісними пластиковими ручками, тому є зависокими для пасажирів низького зросту. На деяких поручнях розміщено кнопки виклику до водія, яка дає сигнал, такі кнопки здебільшого для зупинок на вимогу. Сидіння у тролейбуса м'які або напівм'які, роздільного типу; спинки сидінь зроблено пластиковими, а ручки для стоячих людей зроблено металевими та покрито полімерною фарбою. Спинки крісел обшиті повністю або частково синтетичною тканиною червоного або синього кольору, тканина може бути розшитою різноманітними малюнками. Сидіння зазвичай розміщені попарно, однак одиночні розміщені посередині салону з лівого боку ззаду від накопичувального майданчика, сидіння розміщено одне навпроти одного на задніх колісних арках, на задньому ряді розміщено 3 сидіння, оскільки інше місце займає виступаючий у салон моторний відсік. Слід відзначити, що узагалі, проходи між рядами сидіннями у передній частині салону є дуже широкими, тому тисняви там не спровокує у годину-пік; щоправда, сидячих місць досить багато у задній частині салону, де прохід між сидіннями є досить вузьким. Також вузькою є відстань є між переднім рядом сидінь і перегородка кабіни водія, де ноги поставити досить важко. На відміну від колісних арок центральної і задньої (допоміжної) осей, які є круглими, передні колісні арки є «квадратними», а такі помости також не є зручними. Усього у салоні розміщено 41—43 сидіння, а загальна пасажиромісткість становить до 153 осіб.
Оскільки тролейбус є низькопідлоговим, він здатний перевозити інвалідів у візках, та має усе, що необхідне для цього: навпроти передніх двостворчастих дверей розміщено спеціальний металевий відкидний пандус, що здатен витримувати серйозні навантаження; він складається і розкладається вручну. Навпроти тих же дверей розміщений спеціальний накопичувальний майданчик з іконкою (може клеїтися поблизу), яка вказує на те, що тут наявне спеціальне місце для інвалідного візка. Цей майданчик обладнаний кнопкою, що подає спеціальний виклик до водія у разі якихось затримок або негараздів. Цей тролейбус не обладнується спеціальним інвалідним кріслом (відкидним), обладнуються деякі з Богдан Т601.11, єдиний Богдан Т801.10 обладнується таким кріслом. Бокові вікна тролейбуса є меншими, аніж у його наступників, однак незручностей це не додає, бокові вікна тролейбуса безосколкові (тобто, «безпечні»), також Е231 може оснащуватися тонованими склопакетами. У тролейбуса наявна розвинута система вентиляції та опалення; вентиляція у салоні відбувається за рахунок зсувних кватирок на бокових вікнах та люків, що вмонтовано на стелі салону. Опалення, як у його наступників, здійснюється за допомогою електричного конвектора, що працює від контактної мережі. Освітлення салону здійснюється за допомогою невеликих люмінесцентних світильників, які розміщено на стелі салону. Стеля салону розміщена досить високо, більше двох метрів (скільки саме невідомо), тому не створить негараздів людям високого зросту.
Водійська кабіна відокремлена від салону суцільною перегородкою, при чому, передні двері повністю виділено під вхід та вихід водія з та до кабіни, однак є і спеціальні двері з салону, таким чином, пасажири не мають дверей для входу спереду, однак це зкомпенсовано двома двостулковими дверима у середній частині салону. Недоліком також є відсутність спеціальної кватирки для передачі грошей за проїзд до водія, а тим більше, в Україні, де талони у самій машині можна придбати лише у водія. Місце водія виконано у схожій манері на А231, і має свої переваги та недоліки. Щодо самої приборної панелі, то вона кардинально відрізняється від тих, що встановлені на новій лінійці «Богданів». Приборну панель виготовлено з пластмаси, при чому повністю пряму, а не напівокруглу, вона пофарбована у чорний колір. Оскільки двері з лівого боку для водія немає, зліва від водія розміщено додаткову панель. З правого боку розміщується більшість необхідних для керування клавіш; клавіші малого розміру та розміщені у великій кількості, тому можуть створювати незручності, враховуючи кількість електроніки. Клавіші відкриття та закриття дверей розміщено з правого боку, вони можуть слугувати для відкриття усіх дверей разом або усіх чи одної окремо. Також там розміщено клавіші керування опаленням та вентиляцією у салоні та місці водія та клавішу для ввімкнення та вимкнення аварійної сигналізації. Слід тут зазначити, що клавіші на приборній панелі є значно дрібнішими, аніж у нових Богдан Т601 та Т801, через що під рукою у водія опиняється багато клавіш невеликого розміру. Також з правого боку розміщено блок контролю, за яким можна визначити поломки та їх причини, також там розміщено світлодіоди з повною їх розшифровкою. Спідометр тролейбуса є іншим, аніж у А231, однак усе ж є крупним, і встановлюється прямо посередині приборної панелі. Він має оранжеву стрілку та оцифрований до 120 км/год, має підсвітку поділок (однак, швидкості 120 км/год тролейбус не може розвинути через те, що працює у містах України, де встановлене чітке обмеження швидкості 60 км/год, і технічно тролейбус не витисне такої швидкості). При заявленій максимальній швидкості 60 км/год, на окремих горизонтальних ділянках траси Богдан Е231 може розвинути швидкість понад 75 км/год, має плавний та швидкий розгін. Також на спідометрі встановлено електронний одометр. Інші показникові прилади розміщено на лівій частині приборної панелі, також там розміщено клавіші включення габаритних вогнів та фар, подача звукового сигналу. Окрім світлодіодів, на тролейбусі розміщені показники (більшість розміщено над спідометром) з включених функцій повною розшифровкою завдяки малюнкам на табличках. Рульова колонка тролейбуса оснащені гідропідсилювачем керма, кермо легко слухається, а сама модель керма 453461.2.85А. А щодо підрульових важелів, то присутній лише невеликий поворотний важіль, а от включення склоочисників покладено на клавішу на додатковій панелі. Водійське крісло м'яке, комфортабельне, влаштоване на пневмопідвісці, оббите синтетичними матеріалами та підголівник, встановлене на рейках, і за потреби може дещо відсуватися, регулюється у висоту і глибину. Керування рухом тролейбуса відбувається за рахунок двох керівних педалей, що обидві розміщені праворуч від рульової колонки з «узорами», завдяки чому нога водія не буде ковзати по них. Також у кабіні водія наявне дзеркало огляду салону, вогнегасник та аптечка. Максимальний рівень контролю забезпечує панорамне лобове скло і сферичні «вухасті» бокові дзеркала заднього виду.

## Переваги і недоліки Богдан Е231
Тролейбус Богдан Е231 має чимало переваг:
- великий пасажирський тролейбус довжиною 14.56 метрів, здатний перевозити до 153 пасажирів;
- уніфікація з тривісним автобусом Богдан А231
- попри свої габарити, тролейбус мобільний і верткий;
- сучасний дизайн, хоча подобався не усім пасажирам, а за забарвлення отримав прізвисько «крокодил»;
- застосування безосколкового лобового та бокових стекол, вітрове скло — панорамне;
- застосування IGBT-транзисторної системи управління, завдяки якій значно (відсотків на 30—40) економиться витрачена електроенергія, наявна рекуперація;
- застосування сучасних іноземних комплектуючих:

1. IGBT-транзисторна система управління виробництва Cegelec (Чехія)
2. Мости виробництва RABA
3. Використання різних комплектуючих (у тому числі і кузова) від Богдан А231.

- ресурс кузова не менше ніж 15 років служби;
- тролейбус обладнаний системою протизащемлення пасажирів та системою блокування руху з відкритими дверима;
- низький рівень підлоги 36 сантиметрів уздовж усього салону;
- наявність системи пониження кузова кнілінг;
- у тролейбуса дуже висока стеля, тому салон є зручним для людей будь-якого зросту;
- широкий прохід між рядами сидінь у передній та середній частині салону (але не у задній);
- можливість перевезення пасажирів-інвалідів у візках, наявна і висувна рампа;
- хороша система опалення та вентиляції;
- тролейбус може бути оснащеним тонованими склопакетами;
- високі динамічні характеристики, плавний розгін, рух та гальмування.

Однак, є і ряд недоліків:
- тролейбус є досить шумним;
- двері до кабіни водія не обладнуються спеціальною кватиркою для продажу квитків, що є особливо актуальним для України, де проїзні талони у тролейбусах продають не кондуктори, а водії.
- у задній частині салону є багато сидячих місць, через що прохід між рядами стає дуже вузьким;
- у пасажирів немає дверей для виходу спереду, передні двері одностворчасті і прилаштовані для водія;
- приборна панель є прямою, а клавіші малі, є багато дрібної електроніки на приборній панелі;
- горизонтальні поручні розміщені дуже високо і не є зручними для людей низького зросту;
- полімерна фарба на поручнях та ручках сидінь має властивість швидко облізати через не дуже високу якість;
- слабким місцем тролейбуса є карданний вал, через який один тролейбус у Києві вже встиг зламатися;
- високочастотний «писк» при гальмуванні, спричинений гальмівними резисторами низької якості.

## Технічні характеристики
| Богдан Е231                            | Богдан Е231                                                                          |
| -------------------------------------- | ------------------------------------------------------------------------------------ |
| Загальні дані                          |                                                                                      |
| Модель                                 | Богдан Е231                                                                          |
| Клас                                   | міський тролейбус                                                                    |
| Виробник                               | Богдан, збирався на ЛуАЗі (перші 2 кузови у Черкасах)                                |
| Випуск, роки                           | 2007—2008                                                                            |
| Кількість випущених екземплярів        | 8                                                                                    |
| Подібні моделі                         | Богдан Т501.11, Богдан Т601-11, Богдан Т701.15, Богдан Т901, Богдан А231             |
| Прізвисько                             | крокодил, електрокрокодил                                                            |
| Кузов                                  |                                                                                      |
| Кузов (загальне описання)              | однозвенний, вагонного компонування, тримальний                                      |
| Обшивка кузова                         | оцинкована сталь                                                                     |
| Ресурс кузова, не менше ніж, роки      | 15                                                                                   |
| Габаритні розміри                      |                                                                                      |
| Довжина, мм                            | 14560                                                                                |
| Ширина, мм                             | 2550                                                                                 |
| Висота, мм                             | 2900 (по даху)                                                                       |
| Передня колія, мм                      |                                                                                      |
| Задня колія, мм                        |                                                                                      |
| Поворотний діаметр, не більше, м       |                                                                                      |
| Колісна база, мм                       | 7400 (1→2 вісь) 1640 (2→3 вісь) 9040 (1→3 вісь)                                      |
| Дорожній просвіт, мм                   | ~125                                                                                 |
| Елементи ззовні                        |                                                                                      |
| Світлотехніка (передок)                | 4 звичайні, 2 протитуманні, 2 дальнього світла+2 поворотні і передні габаритні вогні |
| Бампер                                 | зварний, нечіткоокреслений                                                           |
| Бокові дзеркала заднього виду          | сферичного типу, «вуха кролика»                                                      |
| Вітрове скло                           | панорамне, безосколкове                                                              |
| Склоочисники                           | горизонтальні, тришвидкісні                                                          |
| Маршрутовказівники                     | механічні рейсовказівники                                                            |
| Буксувальні кронштейни                 | під переднім бампером                                                                |
| Розташування мотовідсіка двигуна       | ззаду за задньою панеллю, частина у салоні                                           |
| Колеса                                 | безкамерні 11/70R×22,5 6×2 (формула)                                                 |
| Осі, штук                              | 3 (6×2)                                                                              |
| Споряджена маса, кг                    | 13295                                                                                |
| Технічно допустима повна маса, кг      | 22815                                                                                |
| Навантаження на передню вісь, кг       | 6600                                                                                 |
| Навантаження на центральну вісь, кг    | 10050                                                                                |
| Навантаження на задню вісь, кг         | 5900                                                                                 |
| Шасі                                   |                                                                                      |
| Передня вісь                           | RABA                                                                                 |
| Задній міст, модель                    | RABA AU-11184                                                                        |
| Додаткова вісь, модель                 | RABA                                                                                 |
| Ведучий міст                           | центральний                                                                          |
| Гальмівні системи: робоче гальмо       | пневматичне, двохконтурне                                                            |
| Стоянкове гальмо                       | ручний важіль                                                                        |
| Резервне гальмо                        | один з контурів гальмівної системи                                                   |
| Додаткове гальмо                       | електродинамічне тяговим електродвигуном                                             |
| ABS                                    |                                                                                      |
| Передня підвіска                       | незалежна пневматична                                                                |
| Задня підвіска                         | залежна пневматична з регуляторами підлоги                                           |
| Салон                                  |                                                                                      |
| Кількість дверей і тип                 | 4; 2 двостоворчасті, 2 одностворчасті поворотно-зсувного типу                        |
| Система протизащемлення пасажирів      | наявна                                                                               |
| Система повітряний ключ                | наявна                                                                               |
| Висота підлоги салону над дорогою, см  | 36                                                                                   |
| Кнілінг кузова,                        | наявний                                                                              |
| Ширина дверей, см                      |                                                                                      |
| Пандус для в'їзду інвалідних візків    | відкидна рампа, відсувається і зсувається механічно                                  |
| Розташування пандуса                   | 2 (середні) двері                                                                    |
| Поручні                                | зі сталевої труби, з антикорозійною обробкою                                         |
| Сидіння                                | напівм'які, роздільного типу                                                         |
| Кількість сидінь                       | 41—43 (без урахування водія)                                                         |
| Освітлення у салоні                    | люмінесцентні світильники на даху                                                    |
| Вентиляція у салоні                    | через люки і зсувні кватирки                                                         |
| Опалення у салоні                      | електричний конвектор                                                                |
| Бокові вікна                           | затоновані (можливі), безосколкові                                                   |
| Пасажиромісткість салону, чол          | до 153                                                                               |
| Місце водія                            |                                                                                      |
| Кабіна водія                           | відокремлена перегородкою від салону                                                 |
| Освітлення у кабіні                    | кожен з показникових приладів і один світильник                                      |
| Вентиляція у кабіні                    | через вентилятор (додатково) і зсувну кватирку                                       |
| Крісло водія                           | м'яке, на спеціальних рейках; регулюється у висоту і глибину                         |
| Приборна панель                        | пряма чорного кольору з пластмаси                                                    |
| Рульове керування                      | 453461.2.85А                                                                         |
| Педалі                                 | 2 керівні педалі                                                                     |
| Двигун і динамічні характеристики      |                                                                                      |
| Марка двигуна                          | Динамо ДК211БМ (Росія, Москва)                                                       |
| Кількість двигунів                     | 1                                                                                    |
| Потужність електродвигуна, кіловат     | 175                                                                                  |
| Номінальний крутний момент, Н×м        |                                                                                      |
| Номінальна частота обертання, об/хв    |                                                                                      |
| Максимальна частота обертання, об/хв   |                                                                                      |
| Максимальна швидкість руху, км/год     | ≥60 (технічно може розвинути понад 75 км/год)                                        |
| Розгін 0—40 км/год за, сек             | 20                                                                                   |
| Електроустаткування                    |                                                                                      |
| Система керування                      | IGBT-транзисторна                                                                    |
| Виробник СК                            | Cegelec, Чехія                                                                       |
| Штанги і система штанговловлювання     | механічна                                                                            |
| Напруга на струмоприймачах, Вольт      | 550                                                                                  |
| Бортова напруга, Вольт                 | 24                                                                                   |
| Інші агрегати                          |                                                                                      |
| Компресорний агрегат, виробник, країна | Білорусь або Україна                                                                 |

## Інші тролейбуси Богдан
- Богдан Е231 — 14.6-метровий тролейбус на базі Богдан А231; випущено 8 екземплярів, вони експлуатуються у Києві і у Луцьку (3 і 5 штук відповідно), модель знято з виробництва.
- Богдан Т501.11 — 10-метровий тролейбус, 2 екземпляри випущено у 2008 році, які нині працюють у Луцьку. Модель не є серійною.
- Богдан Т601-11 — 10.63-метровий тролейбус на базі Богдан А601.10, випускається з 2008 року, випущено 14 екземплярів.
- Богдан Т701.15 — 12-метровий тролейбус, випускається з 20?? року, нині один або два тролейбуси перебувають на заводі і скоро будуть повністю зібрані.
- Богдан Т801.10 — 15-метровий тролейбус, випускається з 2009 року, випущено 1 дослідний екземпляр.
- Богдан Т901 — 18.8-метровий двосекційний тролейбус, який зараз проектується на заводі.